# Mimosa caesalpiniifolia
Mimosa caesalpiniifolia es una especie de arbusto en la familia de las fabáceas. Es originaria de Sudamérica.

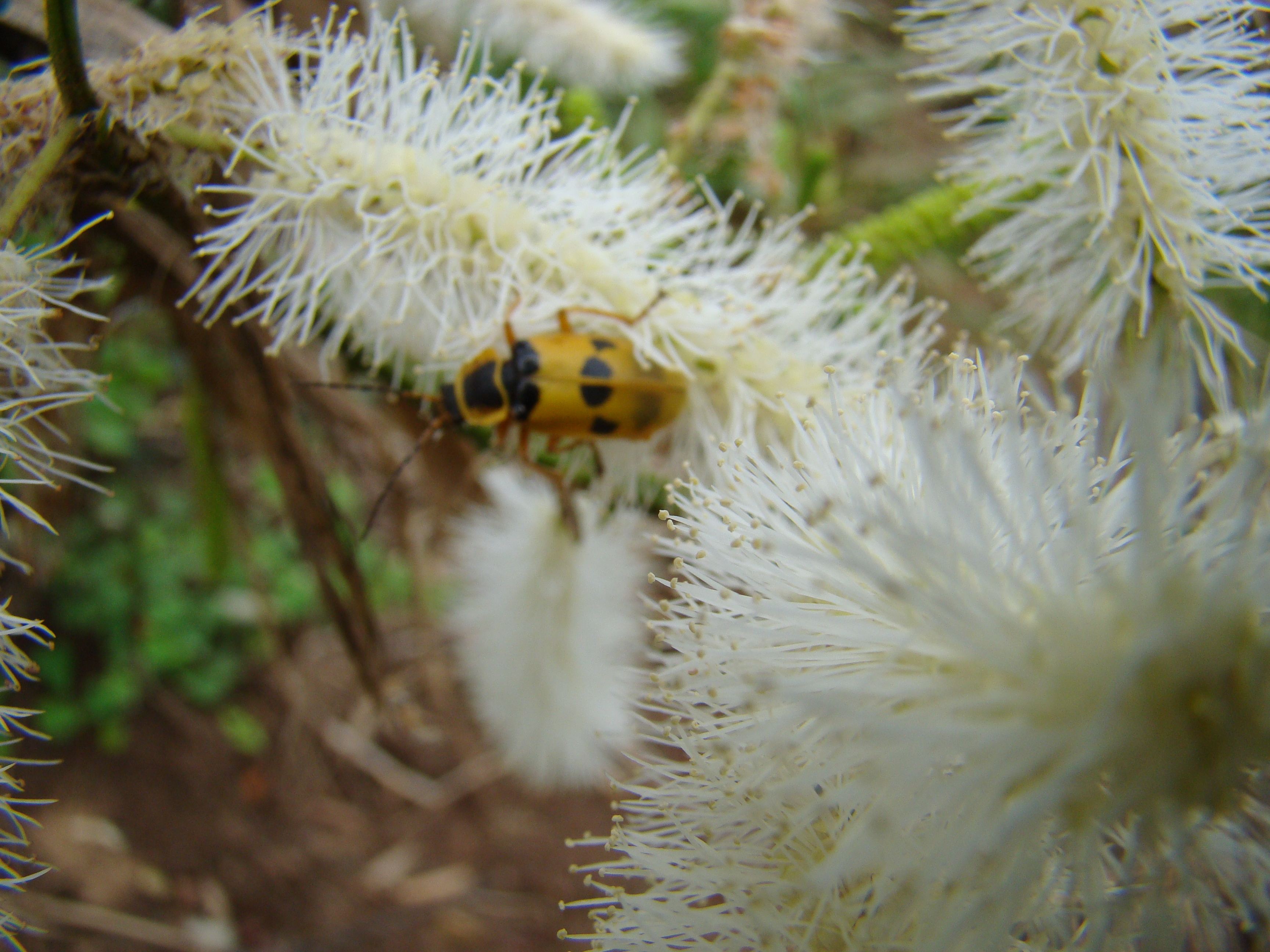
Inflorescencia

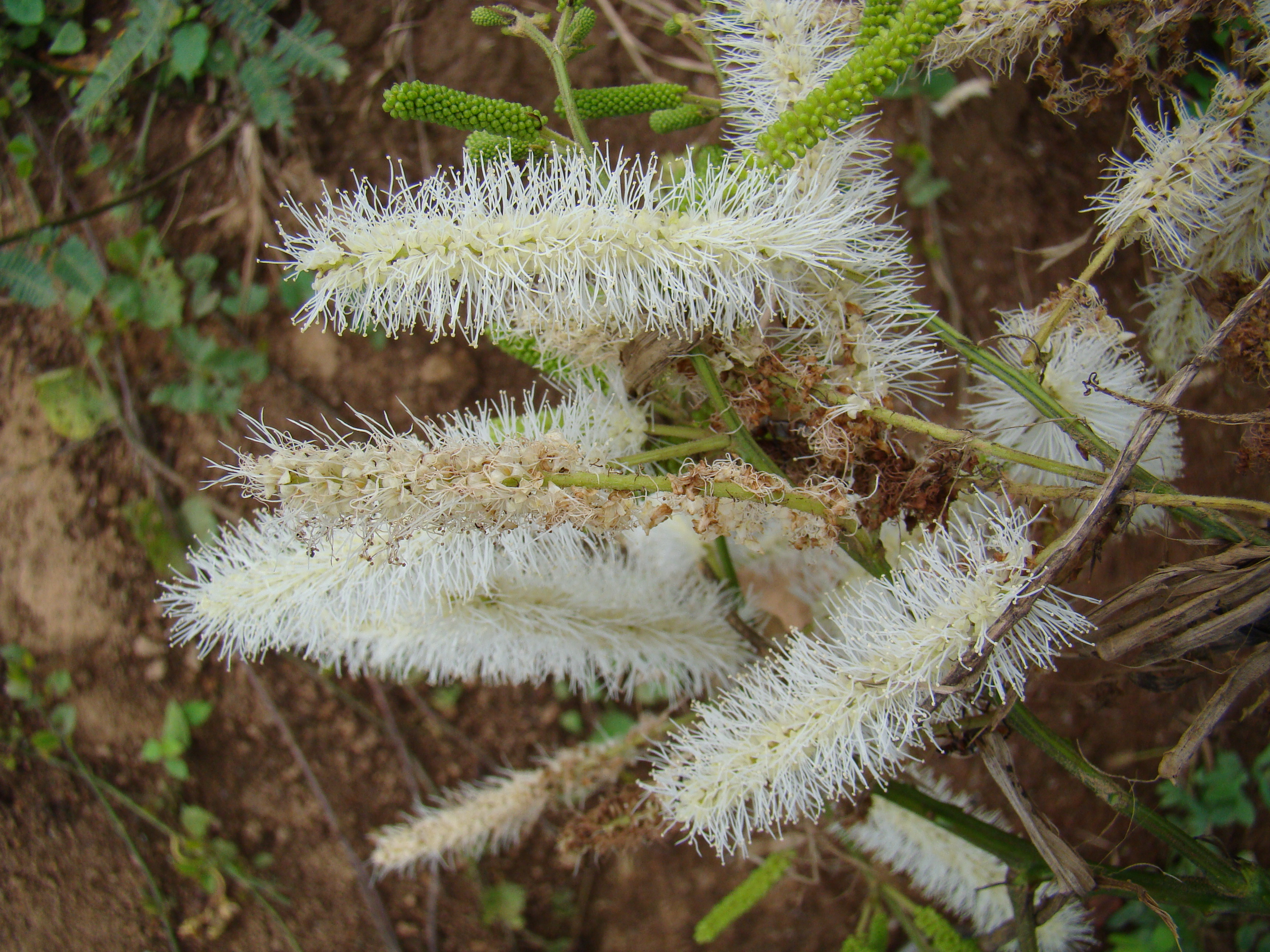
Inflorescencia

## Distribución
Es originaria de Brasil donde se encuentra en la Caatinga distribuidas por Maranhão, Piauí y Pernambuco.

## Taxonomía
Mimosa caesalpiniifolia fue descrita por George Bentham  y publicado en Journal of Botany, being a second series of the Botanical Miscellany 4(31): 392. 1841.
Etimología
Mimosa: nombre genérico derivado del griego μιμος (mimos), que significa "imitador"
caesalpiniifolia: epíteto latino que significa "con las hojas de Caesalpinia".
Sinonimia
- Mimosa caesalpiniaefolia Benth[5]